# 山猿
山猿（Oreopithecus bambolii）是一種中新世的史前靈長目，其化石發現於義大利及東非。目前已發現了超過50隻山猿的化石被發現。

## 形態
山猿估計重約30-35公斤。牠的鼻端較短，鼻骨較高，腦顱細小及較圓，眶平面垂直及顏面骨纖幼。從臼齒磨擦面可見牠們是專吃樹葉的。牠粗壯的面下部有連接嚼肌面，並有矢狀嵴寸連接顳肌，顯示牠有重型的咀嚼器。牠的牙齒與體型比較較為細小。由於在下頜骨第二門齒及第一前臼齒間沒有空隙，故相信山猿的犬齒與其他牙齒大小差不多。在很多靈長目中，細小的犬齒反映了雄性之間較小就配偶競爭，並且不怎麼兩性異形。

## 生活模式
山猿棲息在沼澤，而非大草原或森林。山猿的胸腔很闊，軀幹很短，有高的肢間指數，手指及腳趾很幼長，差不多所有關節都可以大幅活動，故此相信牠適合於在樹上懸掛的生活模式。另外，牠的腰椎彎曲，是與其他同期相似物種所不同的，估計牠是雙足行走的。由於其化石可追溯至800萬年前，山猿的直立姿勢是早期很罕見的。牠們怎樣適應雙足行走則不清楚，而其手指及手臂則明顯適合攀爬及懸掛。
另外，從擁有完整岩骨的山猿標本BAC-208測量中得出，山猿的敏捷度可以與現今的類人猿比較。山猿的前及後半規管大小是在類人猿的範圍內。從其後弧度亦可知山猿精通穩定頭部沿弧矢平面的運動。

## 分類
一些學者認為因為山猿的獨特運動行為，對於人類雙足行走的發展歷史需要重新審核，但是在古人類學家之間就不怎麼認同。山猿的腳有點像鳥的，而與雙足的早期人類祖先在構造上有所不同。山猿的大腳趾向外展開90°，而所有的腳趾都較現今猿的腳趾較短及直。山猿的腳像鳥及呈三腳支架的設計，令牠的每步都很短及緩慢。一些學者將山猿與3400萬年前漸新世早期在埃及的亞闢猴接近。其他學者則指山猿滅絕後沒有留下後裔，且是森林古猿的姊妹分類。另外，亦有一些意見指山猿是樹上有蹄的哺乳動物。直到目前為止，山猿的定位是不規則的，有可能是獨立發展出雙足行走，並後來滅絕。同樣山猿的分類亦未有定案。一些科學家指牠們是非常早期的狹鼻小目，很快就與新世界猴分支。另一些科學家則指牠是屬於人科，僅在猩猩與其他類人猿分裂前分支出來。

## 演化歷史
山猿獨立於其他動物自行在地中海演化了最少200萬年。約於900萬年前的冷卻時期將熱帶的島嶼變為溫帶地區。在島上並沒有巨大的掠食者及山猿的天敵。後來，可能因為冰河時期，全球的水平面下降，在島及大陸之間出現了陸橋連接。巨大掠食者及新的物種變得可以自由出入，從而令山猿被獵食，並最終滅絕。

## 語源
山猿的學名是來自希臘文的「山」及「猿」而來。

## 外部連結
- http://www.sciencenews.org/pages/sn_arc97/10_18_97/fob1.htm （页面存档备份，存于）
- http://www.pnas.org/cgi/content/full/94/21/11747 （页面存档备份，存于）
- Mikko's Phylogeny Archive